# Hiéron Ier
Pour les articles homonymes, voir Hiéron.
Hiéron Ier, en grec ancien : Ἱέρων, fut le second tyran de Syracuse de 478 à 466 av. J.-C., successeur de son frère Gélon Ier (485/478 av. J.-C.) et prédécesseur de son autre frère Thrasybule (466/465).

## Biographie
Il succède à Gélon et poursuit la politique expansionniste de ce dernier. Cependant, on sait par Diodore de Sicile, que contrairement à son frère, Hiéron était un souverain avare et violent envers ses sujets : « Hiéron aimait l’argent, était violent et d’une manière générale était tout à fait étranger à la simplicité de mœurs et la noblesse d’âme de son frère . »
Durant tout son règne, il n'a cessé, avec l'aide de son entourage, de promouvoir un genre de propagande philhellène et anti-barbare, afin de redorer l'image de Syracuse auprès des Grecs, après les décisions de Gélon, qui avait donné la priorité à la défense de son royaume, contre les Carthaginois, au lieu d'aider les Grecs dans leur guerre contre les perses à la bataille de Salamine.
Il s'assure le contrôle du détroit de Messine, expulse les habitants de Naxos (Sicile) et Catane en 476 vers Leontinoï et refonde la seconde en 471 sous le nom d'Aitna (ou Etna) en y établissant son fils Dinomène comme roi,. Il y introduit 5 000 colons venus du Péloponnèse et 5 000 autres venus de Syracuse.
Les Grecs de Cumes, menacés par les Étrusques, avaient demandé l'aide de Hiéron : au côté de la flotte de Cumes, il défait la flotte étrusque en 474 av. J.-C. à la bataille navale de Cumes ; le désastre subi par les Étrusques marque la fin de leur hégémonie pour contrôler le commerce de Campanie et permet aux Déinoménides d'apparaître comme les libérateurs du monde grec occidental.
Il affronte ensuite son frère Polyzalos et le chasse de Gela. Polyzalos part donc se réfugier auprès de Théron, mais celui-ci ne fera rien contre Hiéron.
En 472 il bat Thrasydée, le fils de Théron, tyran d'Agrigente et fait passer la cité sous son contrôle. Par une scholie à la Ire Pythique de Pindare, on sait que Hiéron souffrait de la pierre et qu'il « se faisait porter en litière dans les combats. »
Il se dote d'une police secrète, dans le but d'épier les conversations de ses proches, afin de s'assurer qu'aucune tentative d'assassinat ne le menace, et de se protéger.
Propriétaire d'une écurie de chevaux de course, Hiéron remporta plusieurs victoires à la course des chevaux montés aux Jeux pythiques et aux Jeux olympiques. Il vit son fameux étalon, Phérénicos, vainqueur à Olympie en 476 tandis que son quadrige remportait aussi la course des chars à Delphes en 470. En 468, il remporta la course des chars si enviée aux Jeux olympiques, et la fit célébrer par le poète Bacchylide. Pindare lui consacra également plusieurs de ses odes triomphales à l'occasion de ces victoires dans les deux grands jeux panhelléniques.
Son règne correspond à une période d'apogée pour Syracuse, qui accueille de nombreux artistes tels les poètes Épicharme, Pindare, Simonide, Sophron et Xénophane. Invité lui aussi à la cour d'Hiéron, Eschyle fait représenter sa pièce Les Perses en 470 av. J.-C. et compose à cette occasion la tragédie des Aitnéennes (ou Etnéennes),. Cette particularité de son royaume, fait de Hiéron, un tyran qui ne correspond pas aux modèles que les philosophes grecs Aristote et Xénophon se faisaient des tyrans. En effet, il ne mobilisait pas tous ses sujets dans la guerre, mais aidait au développement de cercles culturels.
Hiéron meurt en 466 av. J.-C. Xénophon le met en scène dans un dialogue fictif : Hiéron.